# Kanaarister latisternus
Kanaarister latisternus är en skalbaggsart som först beskrevs av Sylvain Auguste de Marseul 1853.  Kanaarister latisternus ingår i släktet Kanaarister och familjen stumpbaggar. Inga underarter finns listade i Catalogue of Life.